# Kim Kwan-jin
Đây là một tên người Triều Tiên, họ là Kim.
Kim Kwan-jin (sinh ngày 27 tháng 8 năm 1949) là một đại tướng Quân đội Hàn Quốc, nguyên Bộ trưởng Bộ Quốc phòng Hàn Quốc từ năm 2010 đến năm 2014.
Ông Kim tốt nghiệp Học viện Quân sự Đại Hàn Dân quốc vào năm 1971. Ông từng giữ các cương vị: Tư lệnh Sư đoàn bộ binh số 35 (1999-2000), Tư lệnh Quân đoàn II (2002-2004), Cục trưởng Cục Tác chiến Bộ Tổng tham mưu (2004-2005). Ông được thăng hàm đại tướng (tướng 4 sao) và Tư lệnh Tập đoàn quân số 3 của Quân đội Hàn Quốc vào năm 2005.
Năm 2006, ông được bổ nhiệm làm Chủ tịch Hội đồng Tham mưu trưởng liên quân của các lực lượng vũ trang Hàn Quốc và giữ cương vị này tới ngày 28 tháng 3 năm 2008.
Sau sự kiện Cộng hòa Dân chủ Nhân dân Triều Tiên phóng rocket vào Yeonpyeong, ngày 26 tháng 11 năm 2010, ông được bổ nhiệm làm Bộ trưởng Bộ Quốc phòng.